# تیهوی شنی
تیهوی شنی (نام علمی: Ammoperdix heyi) نام یک گونه از زیرخانواده کبکیان است.